# Đàn chim trở về
Đàn chim trở về là bộ phim điện ảnh dành cho thiếu nhi của Việt Nam do Xí nghiệp phim truyện Việt Nam sản xuất năm 1984, được đạo diễn bởi Anh Thái và Nguyễn Khánh Dư, kịch bản do Vũ Lê Mai và Nguyễn Khánh Dư viết
Đàn chim trở về giành giải Bông sen Bạc hạng mục Phim thiếu nhi tại Liên hoan phim Việt Nam lần thứ 7.

## Diễn viên
- Huy Công trong vai Cụ Bản
- Quỳnh Anh trong vai Mơ (lúc bé)
- Kim Lân trong vai Cụ Mộc
- Đặng Việt Bảo trong vai Linh
- Ngọc Thu trong vai Luyến
- Tuyết Ngân trong vai Mơ (lúc lớn)
- Vũ Thanh Quý trong vai Vân Anh
- Tự Huy, Mạnh Sinh, Thúy Hà....

## Giải thưởng
| Năm  | Sự kiện                           | Đề cử              | Nhận giải     | Kết quả   | Chú thích |
| ---- | --------------------------------- | ------------------ | ------------- | --------- | --------- |
| 1985 | Liên hoan phim Việt Nam lần thứ 7 | Phim xuất sắc      |               | Đoạt giải | [ 2 ]     |
| 1985 | Liên hoan phim Việt Nam lần thứ 7 | Quay phim xuất sắc | Phạm Ngọc Lan | Đoạt giải | [ 2 ]     |